# Maha Thammarachathirat
Maha Thammarachathirat (tiếng Thái: มหาธรรมราชาธิราช) hoặc Sanphet I (tiếng Thái: สรรเพชญ์ที่ 1), hoặc Maha Tammaraja, trước đây gọi là Khun Phirenthrathep (tiếng Thái: ขุนพิเรนทรเทพ), hoặc Khun Piren, là vị vua đầu tiên của Vương quốc Ayutthaya của triều đại Sukhothai cầm quyền từ 1569 đến 1590. Xuất thân từ dòng dõi quý tộc ở đất Sukhothai,  Phirenthrathep dần dần thăng tiến trong bộ máy chính quyền Ayutthaya, cuối cùng đăng cơ ngôi hoàng đế sau nhiều cuộc biến động chính trị trong vương quốc.

## Dòng dõi quý tộc
Mặc dù Vương quốc Sukhothai đã bị sáp nhập vào Vương quốc Ayutthaya kể từ năm 1448, gia tộc hoàng gia của Sukhothai vẫn nắm giữ quyền lực trong căn cứ Phitsanulok và cấu thành một trong bốn gia tộc chính trị của thế kỷ 16 Ayutthaya (Supannabhum, Lopburi, Sukhothai, và Sri Thamnakorn). Quốc vương Chairacha (trị vì từ năm 1533 đến 1546) đã cố gắng để hạn chế quyền lực của đám quý tộc Sukhothai. Ông chấm dứt việc bổ nhiệm Uparaja (Phó vương) đến trấn giữ Sukhothai, đồng thời ép buộc nhiều quý tộc Sukhothai đến triều đình làm quan để làm suy yếu căn cơ của họ tại Phitsanulok.
Khun Phirenthrathep là một trong những quý tộc Sukhothai tại triều Ayutthaya. Trong năm 1548, vương quốc đã giảm dưới quyền cai quản của Worawongsathirat và Si Suda Chanof tộc Ramathibodi I. Các gia tộc Ramathibodi I tăng quyền lực tại các chi phí của các bộ tộc khác. Khun Pirenthrathep rồi tìm cách liên minh với Sri Thamnakorn tộc do Khun Inthrawongse và tổ chức một cuộc đảo chính chống lại Worawongsathirat và Si Suda Chan trong năm 1548, khôi phục lại ngai vàng cho triều đại Supannabhum.
Maha Chakkraphat làm Khun Phirenthrathep (người đã tổ chức một cuộc đảo chính và đưa anh ta lên ngai vàng) như Mahathammarachathirat. Tên Mahathammaracha là tên trị vì của vua Sukhothai vào thế kỷ Mahathammarachathirat hưởng một sức mạnh tuyệt vời. Ông kết hôn với con gái Maha Chakkraphat của, Sawatdirat, là hoàng hậu của mình với tên Nữ hoàng Wisutkasat.

## Vua của Phitsanulok
Trong năm 1548, vua Tabinshwehti của Miến Điện lãnh đạo quân đội Miến Điện và xâm chiếm Ayutthaya trong chiến tranh Miến Điện-Xiêm 1547-1549. Người Xiêm quản lý để buộc một rút lui khi người Miến Điện. Tuy nhiên, đội quân Xiêm dưới Hoàng tử Ramesuan các Uparaja và Mahathammarachathirat bị phục kích và hai bị bắt. Họ đã phát hành khi Maha Chakkrapat trả tiền chuộc của hai con voi chiến tranh nam.
Trong năm 1563, người kế vị của Tabinshwehti của - Bayinnaung, dẫn đầu quân đội Miến Điện xâm lược Xiêm lần thứ hai. Quân Miến bao vây trên Phitsanulok. Mahathammarachathirat đã kháng cự quyết liệt song sau cùng vẫn chịu thua cuộc, phải ra đầu hàng và cống nộp cho Bayinnaung vào ngày 2 tháng 1 năm 1564. Để được nghị hòa, ông đã phải gửi hai con trai của mình là Naresuan và Ekathotsarot đến Pegu làm con tin.
Mahinthrathirat - con trai của Maha Chakkraphat - sau đó đã tìm cách liên minh với vua Setthathirat của Lan Xang để chiến đấu chống lại Bayinnaung cùng Mahathammarachathirat. Năm 1566, trong thời gian vắng mặt Mahathammarachathirat từ Phitsanulok để Pegu, Mahinthrathirat đưa Hoàng hậu Wisutkasat và con trai và con gái đến Ayutthaya. Mahathammarachathirat tìm sự giúp đỡ từ Bayinnaung.
Trong 1568, Bayinnaung hành quân quân đội Miến Điện lớn đến Ayutthaya với sự hỗ trợ từ Mahathammarachathirat. Ayutthaya cuối cùng rơi năm 1569 và Mahathammarachathirat đã được cài đặt như là Vua của Ayutthaya.Bayinnaung ban cho Người một danh hiệu đương kim Sanpet I. Ngày hẹn là ngày 29 tháng 9 năm 1569.

## Vua của Ayutthaya
Mahathammarachathirat hỏi Bayinnaung để trở lại con trai của ông Naresuan và Ekathotsarot đến Ayutthaya để đổi lấy con gái ông Suphankanlaya làm vợ thứ Bayinnaung trong 1571. Mahathammarachathirat làm Naresuan vua Phitsanulok và Uparaja trong 1569. Ayutthaya vương quốc dưới Mahathammarachathirat là nhánh Miến Điện.

### Cuộc xâm lược Campuchia
Năm 1570, Vua của Lovek hành quân quân đội Campuchia đến Ayutthaya và đặt bao vây thành phố nhưng không thành công. Năm 1574, dưới sự yêu cầu từ Pegu, Mahathammaracha dẫn đầu đội quân Xiêm để chinh phục Vientiane. Những người Campuchia đã nhân cơ hội này để xâm lược Xiêm nhưng cũng đã được đẩy lùi.
Vào năm 1578, những người dân Campuchia xâm chiếm Khorat và tiến TOS thêm araburi. Naresuan gửi đội quân Xiêm để phục kích Campuchia tại Chaibadan, ngăn chặn những kẻ xâm lược từ đạt Ayutthaya.

### Giành lại độc lập
Trong 1581, Bayinnaung đã chết, truyền lại ngôi vị cho người con trưởng là Nanda Bayin. Năm 1583, Phó vương Ava cầm đầu các tù trưởng người Shan dựng cờ chống lại triều đình Pegu. Nanda Bayin sau đó lệnh cho quân các nước chư hầu trong đó có Ayutthaya đến hỗ trợ thảo phạt Ava. Quân Xiêm do Thái tử Naresuan chỉ huy đã cố tình đi chậm để không đến hỗ trợ quân Miến, rồi sau đó Naresuan tuyên bố li khai khỏi Miến Điện trong năm 1584.
Ngay sau đó, Nanda Bayin mình dẫn quân đội Pegu thảo phạt nước Xiêm nhưng đã bị đánh bại bởi Naresuan. Trong 9 năm tiếp theo đó, quân đội Miến Điện nhiều lần xâm lược Ayutthaya song đều bị Naresuan đẩy lùi. Mahathammarachathirat băng hà vào ngày 30 tháng 6 năm 1590, truyền lại ngôi vị cho Naresuan.

## Danh sách nguồn
- Prince Damrong Rajanubhab (1928). Aung Thein (Translator), Chris Baker (biên tập). Our Wars with the Burmese: Thai–Burmese Conflict 1539–1767 (ấn bản thứ 2001). Bangkok: White Lotus. ISBN 974-7534-58-4. {{Chú thích sách}}: |editor= có tên chung (trợ giúp)
- Kala, U (1724). Maha Yazawin (bằng tiếng Miến Điện). Quyển 1–3 (ấn bản thứ 4). Yangon: Ya-Pyei Publishing.
- Royal Historical Commission of Burma (1832). Hmannan Yazawin (bằng tiếng Miến Điện). Quyển 1–3 (ấn bản thứ 2003). Yangon: Ministry of Information, Myanmar.